# Josip Jalušić
Josip Jalušić (ur. 8 lipca 1973 w Zagrzebiu) – chorwacki bokser wagi junior ciężkiej. Były amatorski mistrz Chorwacji w kategorii średniej.
Josip Jalušić rozpoczął swoją karierę zawodową w 2004 roku, podczas gali w Czechach 30 lipca pokonał przez techniczny nokaut Pavla Čermáka.
27 stycznia 2007 Josip Jalusic zremisował w 4-rundowej walce z Giulianem Ilie.
8 grudnia 2007 w swym siedemnastym pojedynku walczył o tymczasowy tytuł mistrza świata federacji Global Boxing Union (GBU). Po 12 rundach przegrał jednogłośnie na punkty z Albańczykiem Nurim Seferim.
29 grudnia 2007 na gali w Niemczech Jalušić przegrał jednogłośnie na punkty, po 8 rundach z Tomaszem Adamkiem.
3 maja 2008 stoczył rewanżowy pojedynek z Nurim Seferim o pas mistrza federacji GBU. Po 12 rundach, podobnie jak w pierwszym starciu, przegrał jednogłośnie na punkty.
20 grudnia 2009 Jalušić przegrał w 3. rundzie przez techniczny nokaut z Krzysztofem Głowackim.